# Gojek
PT Aplikasi Karya Anak Bangsa (znane jako Gojek) – indonezyjskie przedsiębiorstwo tworzące usługi i aplikacje internetowe.
Jest twórcą aplikacji mobilnej Gojek, która stanowi lokalną konkurencję dla platformy Uber. Przedsiębiorstwo działa również w branży technologii finansowych, oferując usługę GoPay. Do portfolio Gojek należą także GoFood (usługa umożliwiająca zamawianie posiłków) oraz GoSend (usługa dostarczania przesyłek).
Przedsiębiorstwo powstało w 2010 roku, natomiast aplikacja Gojek została uruchomiona w 2015 roku. Założycielem platformy jest Nadiem Makarim.
Usługi Gojek są dostępne w Indonezji i innych krajach Azji Południowo-Wschodniej (Wietnam, Tajlandia, Singapur, Filipiny).
W 2019 roku przedsiębiorstwo zatrudniało 3 tys. ludzi. W maju 2021 r. doszło do połączenia Gojek z przedsiębiorstwem e-commerce Tokopedia, w wyniku czego powstało GoTo Group.